# أدريان جولدسميث
أدريان جولدسميث (بالإنجليزية: Adrian Goldsmith)‏ هو طيار أسترالي، ولد في 25 أبريل 1921 في Waverley, New South Wales ‏ في أستراليا، وتوفي في 25 مارس 1961 في Wahroonga ‏ في أستراليا بسبب التهاب البريتون.